# Haukobolltjärnen
Haukobolltjärnen är en sjö i Arjeplogs kommun i Lappland och ingår i Umeälvens huvudavrinningsområde. Sjön har en area på 0,236 kvadratkilometer och ligger 497,4 meter över havet.

## Delavrinningsområde
Haukobolltjärnen ingår i det delavrinningsområde (731086-156427) som SMHI kallar för Utloppet av Haukobolltjärn. Medelhöjden är 539 meter över havet och ytan är 7,16 kvadratkilometer. Det finns ett avrinningsområde uppströms, och räknas det in blir den ackumulerade arean 10,2 kvadratkilometer. Vattendraget som avvattnar avrinningsområdet har biflödesordning 4, vilket innebär att vattnet flödar genom totalt 4 vattendrag innan det når havet efter 387 kilometer. Avrinningsområdet består mestadels av skog (60 procent) och sankmarker (37 procent). Avrinningsområdet har 0,24 kvadratkilometer vattenytor vilket ger det en sjöprocent på 3,3 procent.